# Johann Heinrich Felsing
Johann Heinrich Felsing (* 18. September 1800 in Darmstadt; † 29. März 1875 ebenda) war Kupferdrucker und -stecher.

## Leben
Heinrich Felsing war Sohn des Johann Conrad Felsing und Bruder des Jakob Felsing. Während ihrer gemeinsamen Gymnasiumszeit schloss er Freundschaft mit Justus Liebig, was ihn zum Studium der Naturwissenschaften hinzog, aber der Willen des Vaters bestimmte ihn zur Ausbildung als Kupferdrucker und Kupferstecher. Seine erste Ausbildung erhielt er in Darmstadt bei dem Architekten Georg Moller.
1817 schloss er sich der in Darmstadt damals neu gegründeten Turngesellschaft, der heutigen Darmstädter TSG, an, der er später zweimal über mehrere Jahre hinweg als „Turnwart“ vorsaß.

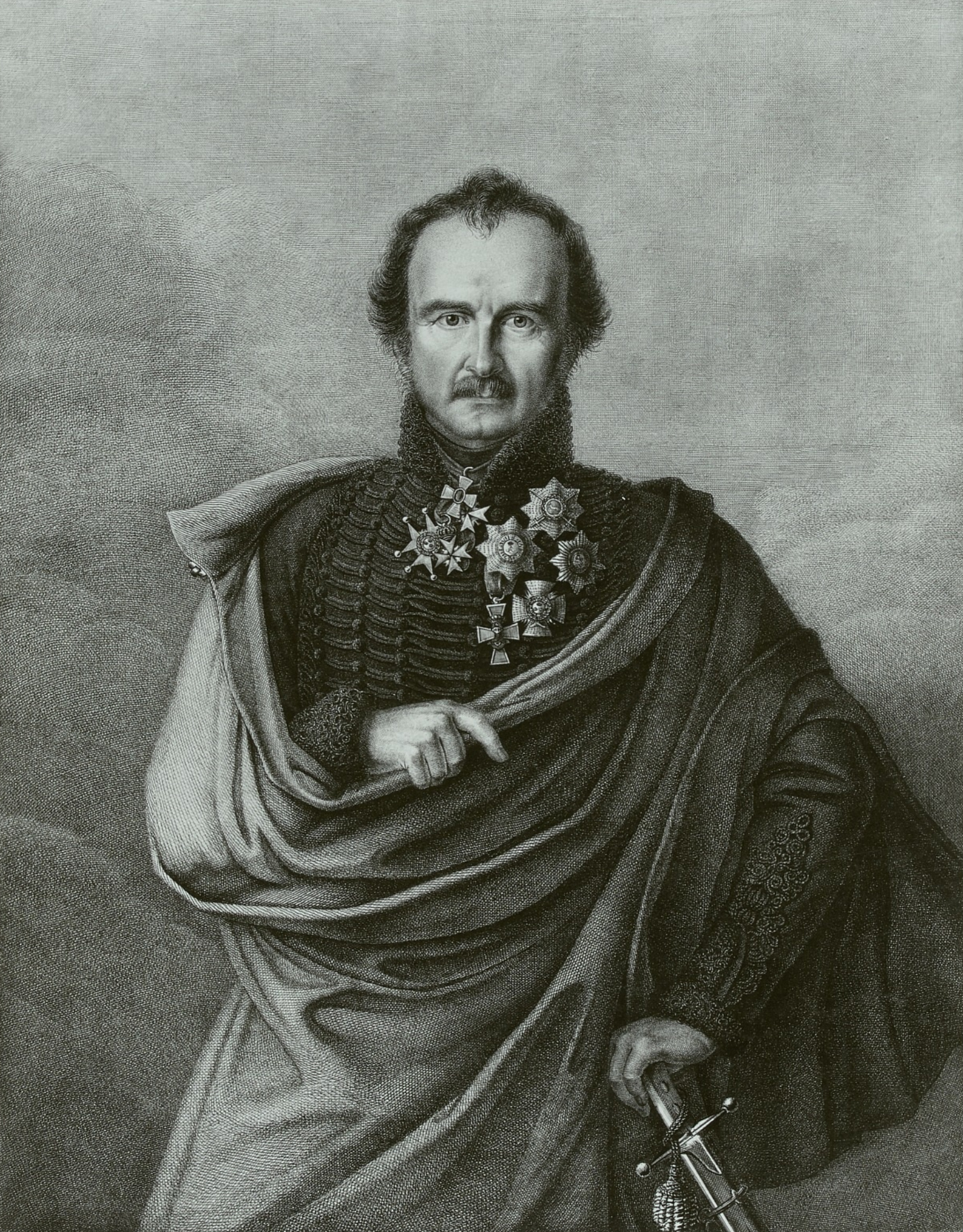
Wilhelm von Dörnberg;
Kupferstich 1827 von L. E. Grimm in Celle, Druck von Felsing in Darmstadt

Nach dem Tod des Vaters 1819 wollte er den Betrieb weiterführen und ging zu seiner technischen Ausbildung nach Paris. Eigene Zweifel an seinem künstlerischen Talent bestärkten ihn darin, sich von der Kunst abzuwenden und der Perfektion der Drucktechnik zu widmen. Dazu nutzte er die Freundschaft zu Liebig, um sich von diesem über die Qualitäten und technischen Eigenschaften von Druckfarben und Papieren beraten zu lassen. Es gelangen ihm erfolgreiche Geschäftsverbindungen zu den großen Kunsthandlungen in Deutschland und das Geschäft begann zu blühen. Zahlreiche bekannte Künstler beauftragten seine Firma mit dem Druck ihrer Stiche. Die vom Vater übernommene Druckerei entwickelte sich zu einer sowohl in Deutschland wie auch in Italien und Frankreich anerkannten Kunst- und Industrieanstalt. Durch die vor allem für den Porträtstich gerade aufkommende Konkurrenz der Photographie lernte er das Verfahren der galvanoplastischen Vervielfältigung kennen, das er in seiner Firma einführte. 1848 war er Mitglied des Vorparlaments.
Seine Söhne Otto und Friedrich (1838–1893) errichteten in Berlin und München Kupferdruckereien.
Felsing hat sich auch um die Ausbreitung der Turnerwesens in Hessen große Verdienste erworben und war Schöpfer des so genannten Turnerkreuzes.
Heinrich Felsing wurde auf dem Alten Friedhof von Darmstadt bestattet (Grabstelle: I H 23). Das Grab ist ein Ehrengrab.